# Ebener Bächlein
Das Ebener Bächlein ist ein ganzjähriges Fließgewässer im Mangfallgebirge.